# Удельная нагрузка на крыло
Удельная нагрузка на крыло — отношение массы летательного аппарата к площади несущей поверхности. Выражается в кг/м². При использовании термин часто сокращается до «нагрузка на крыло».
Величина нагрузки на крыло определяет взлетно-посадочную скорость летательного аппарата, его маневренность, максимальное расстояние полета и другие характеристики.
Нагрузка на крыло у планера составляет примерно 30 кг/м², у пассажирских лайнеров может доходить до 700—800 кг/м².
При определении нагрузки на крыло может учитываться площадь хвостового оперения, а также фюзеляжа и других несущих плоскостей.